# Pietro Amat di San Filippo
Pietro Amat di San Filippo (Càller, illa de Sardenya, 1 d'octubre de 1822 – Roma, 15 de febrer de 1895) va ser un historiador sard. Pietro Amat di San Filippo nasqué al si d'una família noble. Feu els seus estudis a Bolonya, on adquirí un gran saber humanista. Començà a treballar després als arxius de Càller on romangué uns vint anys. Allà recopilà molt de material que li fou útil per a les seves pròpies recerques. Les seves contribucions foren cabdals per a la història de Sardenya i Amat fou també autor de la biografia del viatger i escriptor Ludovico de Verthema. Més endavant, després d'una petició del ministre i científic italià Quintino Sella, treballà a Roma al Ministeri de Finances.

## Obres
- Studi biografici e bibliografici sulla storia della geografia in Italia (1883)
- Bibliografia dei viaggiatori italiani ordinata cronologicamente ed illustrata (1874)